# Porubszky Géza
Porubszky Géza Viktor (Garamdamásd, 1887. március 12. – Várpalota, 1971. augusztus 6.) plébános, országgyűlési képviselő.

## Élete
A teológiát a Pázmáneumban végezte, ahol hittudományból doktorált. 1910-ben pappá szentelték. Nagyorosziban, Ipolyságon, 1914-ben pedig Léván volt káplán. 1916-1918 között tábori lelkész volt. 1918-tól Esztergom-Belvárosban káplán. 1921-től Kéménd plébánosa, illetve az Országos Keresztényszocialista Párt szónoka. 1935-től az Egyesült Magyar Párt programjával a prágai országgyűlés tagja lett. 
32 alkalommal citálták bíróság elé. 1938-ban Pozsonyban részt vett a Magyar Nemzeti Tanács ülésén, amelyen a magyarok kimondták Csehszlovákiától való elszakadást. A Garam menti cseh telepesek ezért halálra ítélték, de a honvédség bevonulása annak végrehajtását megakadályozta. Az első bécsi döntés után a Felvidéki Egyesült Magyar Párt tagjaként a magyar országgyűlés felvidéki behívott képviselője. 
1945-ben kiutasították Csehszlovákiából. 1946-tól Hédervár plébánosa volt. 
Az Érsekújvár és Magyar Vidék munkatársa. 1939-1945 között az Országos Magyar Sajtókamara tagja.